# Нюкасъл Емлин
Нюка̀съл Ѐмлин (на английски: Newcastle Emlyn; на уелски: Castell Newydd Emlyn, Ка̀стел Нѐуид Ѐмлин, изговаря се по-близко до Ка̀стехл Нѐуид Ѐмлин) е град в Южен Уелс, графство Кармартъншър. Разположен е около река Тейви на около 70 km на северозапад от столицата Кардиф. На около 20 km на юг от Нюкасъл Емлин се намира главният административен център на графството Кармартън. На около 40 km на юг от Нюкасъл Емлин се намира най-големият град в графството Ланели. Първите сведения за града датират от 13 век, когато тук е построен замък. Днес руините на замъка са туристическа атракция. Населението му е 941 жители според данни от преброяването през 2001 г.